# Ali-Baba Bound
Pour plus de détails, voir Fiche technique et Distribution.
Ali-Baba Bound est un cartoon Looney Tunes réalisé par Bob Clampett en 1940. Il met en scène Porky Pig.